# 세스트로레츠크

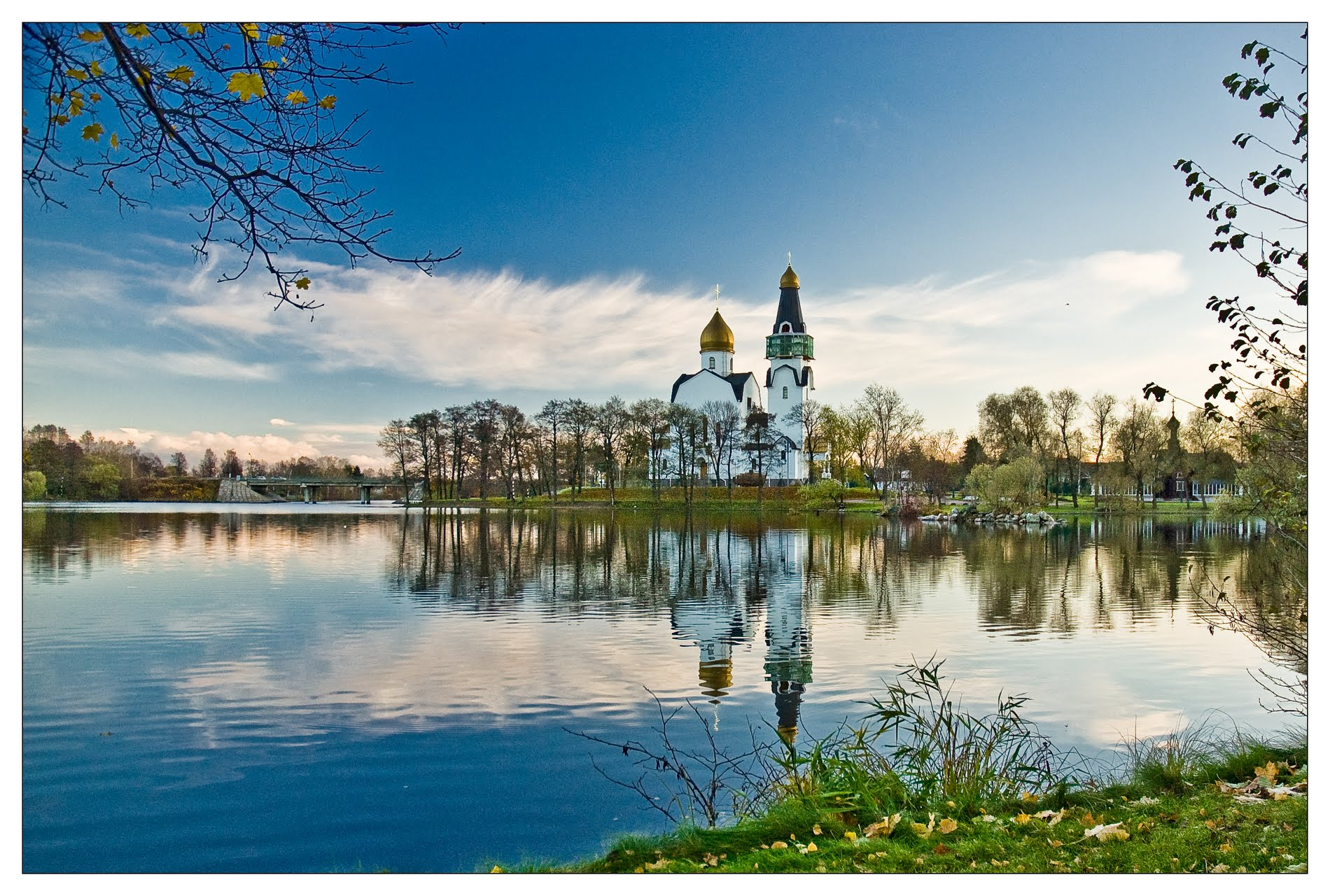

세스트로레츠크(러시아어: Сестроре́цк, 핀란드어: Siestarjoki 시에스타리오키[*])는 레닌그라드 주 쿠로르트놈 군의 도시이다. 핀란드만에 면해있고, 세스트라 강이 있다. 상트페테르부르크에서 남서쪽으로 34km지점에 위치해 있다. 인구는 4만287명 (2002년); 3만500명 (1975년)이다.
세스트로레츠크는 1721년에 지어졌다.